# Maria Farida Indrati

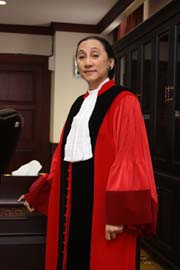
Maria Farida Indrati

Maria Farida Indrati (aangeduid als Farida; Surakarta, 14 juni 1949) is een raadsheer bij het Constitutioneel Hof van Indonesië.

## Biografie
Farida werd op 14 juni 1949 geboren in Surakarta, Midden-Java te Indonesië. Ze is de oudste van acht kinderen en haar vader is een journalist voor Antara. Als kind zat ze op school bij rooms-katholieke nonnen. Ze had last van polio, maar desondanks leerde ze piano spelen en ambieerde ze een carrière in de muziekindustrie. Haar vader stond niet achter deze keuzen en daarom ging ze rechten studeren aan de Universiteit van Indonesië, waar ze in 1975 haar bachelor behaalde. Een van haar leraren, Hamid Attamimi, inspireerde haar om zich op de rechten te blijven toeleggen. Farida behaalde in 1982 een notaris-diploma. In 1997 behaalde ze een master in de rechten en in 2002 een doctoraat.
In 2008 begon ze als raadsheer bij het constitutioneel hof. Ze werd voor deze positie gevraagd door de toenmalige president van Indonesië, Susilo Bambang Yudhoyono. Eerder hadden acht verschillende vrouwenrechtenorganisaties haar gevraagd deze positie te bekleden maar toen weigerde ze. Ze is de eerste vrouwelijke raadsheer bij dit hof. Tijdens de beoordeling van een wet tegen pornografie (De Rancangan Undang-Undang Anti Pornografi dan Pornoaksi) was zij een van de drie aangewezen raadsheren om dit te doen. Ze was de enige die zich de vraag stelde of de wet wel noodzakelijk was. Naar haar mening liet de wet te veel open voor interpretatie en was de definitie van pornografie in de wet te vaag. Ook merkte ze op dat op grond van de wettekst traditionele dansen zoals de Jaipongan als pornografisch aangemerkt zouden kunnen worden. Ze sprak zich tevens uit tegen een wet over blasfemie.
Yudhoyono probeerde Farida in 2013 samen met Patrialis Akbar te benoemen voor een tweede termijn, maar dit werd aanvankelijk geblokkeerd door het bestuurlijk rechtscollege van Jakarta. Yudhoyono tekende hier met succes beroep tegen aan. Farida was een van de drie rechters die de klacht van Prabowo Subianto Djojohadikusumo over de Indonesische presidentiële verkiezingen van 2014 onderzocht. Ze oordeelde dat de meeste aangedragen punten ongegrond waren.
Farida is ook docent aan de Universiteit van Indonesië. Na haar benoeming bij het constitutioneel hof behield ze deze positie.

## Opvattingen
Farida is van mening dat de Grondwet van Indonesië de gelijkheid tussen de Indonesische mannen en vrouwen garandeert, maar dat de toepassing hiervan onvoldoende is. Ze is van mening dat de traditionele, patriarchale cultuur de kansen van vrouwen in het onderwijs beperkt.